# Toru Irie
Toru Irie (Shizuoka, 8 juli 1977) is een voormalig Japans voetballer.

## Clubcarrière
Irie speelde tussen 1996 en 2007 voor Kashiwa Reysol, Vissel Kobe en Gamba Osaka.